# Aeroportul Coffey County
Aeroportul Coffey County (IATA: UKL, ICAO: KUKL, FAA LID: UKL) este un aeroport din Kansas, Statele Unite ale Americii ce deservește zona Burlington⁠(d).
Situat la o altitudine de 358 m, aeroportul dispune de 1 pistă.

## Infrastructură

### Piste
Aeroportul dispune de o singură pistă. Pista 18/36 are suprafața de beton și dimensiunile 5.500 picioare × 75 picioare. 